# 1956 na literatura

## Eventos
- 29 de junho - Arthur Miller casa-se com Marilyn Monroe.
- Hunter S. Thompson, então com 19 anos, é preso por roubo.
- Aldous Huxley casa-se com Laura Archera.
- C. S. Lewis casa-se com Joy Gresham.
- Publicada A Última Batalha, último volume da série As Crônicas de Nárnia.
- Jorge Luis Borges torna-se professor de literatura na Universidade de Buenos Aires.
- Lançamento oficial da poesia concreta na Exposição Nacional de Arte Concreta, em São Paulo
- Allen Ginsberg publica Uivo e outros poemas, dando início à Geração Beat.
- Patativa do Assaré publica seu primeiro livro, Inspiração nordestina.
- Ariano Suassuna escreve seu primeiro romance - A História do Amor de Fernando e Isaura.
- Morte e Vida Severina, de João Cabral de Melo Neto, é publicado na antologia Duas Águas.
- 14 de setembro - Dimas Macedo nasce em Lavras da Mangabeira (CE).
- 28 de agosto - Gilberto Demenstein nasce em São Paulo.
- 05 de agosto - Jorge Portugal nasce em Santo Amaro da Purificação (BA).
- 04 de abril - Ana Luísa Amaral nasce em Lisboa.
- 12 de janeiro - Rubens Figueiredo nasce no Rio de Janeiro.
- Scholastique Mukasonga nasce em Gikongoro, na Ruanda.

## Publicações

### Romance
- Bernardo Élis - O Tronco
- Geraldo Ferraz - Doramundo
- Grace Metalious - Peyton Place
- Mário Palmério - Vila dos Confins
- João Guimarães Rosa - Grande Sertão: Veredas
- Fernando Sabino - O Encontro Marcado
- Albert Camus - A Queda
- Erich Maria Remarque - O Obelisco Negro
- Saul Bellow - Seize the Day
- Philip K. Dick - O Profanador
- Romain Gary - Les Racines du Ciel
- Pier Paolo Pasolini - Jovens da Vida
- James Baldwin - Giovanni's Room
- Anthony Burgess - Time for a Tiger, de The Long Day Wanes
- John Barth - A Ópera Flutuante

### Novela
- Campos de Carvalho - A Lua Vem da Ásia
- João Guimarães Rosa - Corpo de Baile

### Conto e Crônica
- Samuel Rawet - Contos do Imigrante

### Poesia
- Allen Ginsberg - Uivo e Outros Poemas
- John Berryman - Homage to Mistress Bradstreet
- Harry Martinson - Aniara
- João Cabral de Melo Neto - Duas águas
- Patativa do Assaré - Inspiração nordestina
- Cecília Meireles publica - Canções.
- Filgueiras Lima publica - Terra da Luz
- Francisco Carvalho publica - Canção Atrás da Esfinge

### Teatro
- Friedrich Dürrenmatt - A Visita da Velha Senhora
- Jean Genet - O Balcão
- Vinícius de Moraes - Orfeu da Conceição
- John James Osborne - Look Back in Anger
- Léopold Sédar Senghor - Ethiopiques

### Ensaio e Não-ficção
- Emil Cioran - A Tentação de Existir
- Gerald Durrell - My Family and Other Animals
- Erich Fromm - A Arte de Amar
- Curzio Malaparte - Maledetti Toscani
- Octavio Paz - O Arco e a Lira

## Nascimentos
| Data              | Nome                    | Profissão                        | Nacionalidade             | Observações | Ref   |
| ----------------- | ----------------------- | -------------------------------- | ------------------------- | ----------- | ----- |
| 9 de fevereiro    | Rubens Figueiredo       | romancista e contista            | Brasil                    |             |       |
| 21 de fevereiro   | Alberto Augusto Miranda | escritor                         | Portugal                  |             |       |
| 11 de junho       | Nathaniel Philbrick     | historiador                      | Estados Unidos            |             |       |
| 16 de julho       | Tony Kushner            | dramaturgo                       | Estados Unidos            |             |       |
| 21 de julho       | Michael Connelly        | escritor                         | Estados Unidos            |             |       |
| 9 de dezembro     | Jean-Pierre Thiollet    | escritor                         | França                    |             |       |
| ??                | Abel Neves              | dramaturgo, poeta e romancista   | Portugal                  |             |       |
| ?                 | Richard Zimler          | jornalista, escritor e professor | Estados Unidos / Portugal |             |       |
| ?                 | Clara Ferreira Alves    | jornalista e escritora           | Portugal                  |             |       |
| Data desconhecida | Abel Neves              | dramaturgo, poeta e romancista   | Portugal                  |             | [ 1 ] |
| Data desconhecida | Pierre Lévy             | filósofo                         | Tunísia                   |             |       |

## Mortes
| Data           | Nome            | Profissão                                                   | Nacionalidade | Observações | Ref |
| -------------- | --------------- | ----------------------------------------------------------- | ------------- | ----------- | --- |
| 31 de janeiro  | A. A. Milne     | dramaturgo e autor infantil                                 | Inglaterra    | n. 1882     |     |
| 20 de maio     | Max Beerbohm    | humorista                                                   | Inglaterra    | n. 1872     |     |
| 8 de julho     | Giovanni Papini | romancista, ensaísta, crítico literário, poeta e jornalista | Itália        | n. 1881     |     |
| 14 de agosto   | Bertolt Brecht  | dramaturgo e poeta                                          | Alemanha      | n. 1898     |     |
| 6 de setembro  | Michael Ventris | linguista                                                   | Inglaterra    | n. 1922     |     |
| 30 de outubro  | Pío Baroja      | romancista                                                  | Espanha       | n. 1872     |     |
| 11 de novembro | António Ferro   | jornalista, político e escritor                             | Portugal      | n. 1895     |     |
| 25 de dezembro | Robert Walser   | romancista                                                  | Suíça         | n. 1878     |     |

## Prémios literários
- Nobel de Literatura - Juan Ramón Jiménez
- Prêmio Goncourt: Romain Gary, Les Racines du Ciel
- Prêmio Pulitzer
  - Drama: Albert Hackett e Frances Goodrich, Diary of Anne Frank
  - Ficção: MacKinlay Kantor, Andersonville
  - Poesia: Elizabeth Bishop, North & South
- Prémio Machado de Assis - Luís da Câmara Cascudo
- Prêmio Hans Christian Andersen - Eleanor Farjeon